# Senyús (Cabó)
Senyús és un nucli de població del municipi de Cabó, a l'Alt Urgell. Actualment despoblat es troba a 1.134 metres d'altitud a la vall de Senyús drenada pel barranc de Senyús, que desguassa per la dreta al riu de Cabó. Encara s'hi pot trobar l'església de Sant Iscle d'estil romànic.